# 拈花寺 (东城区)
拈花寺，位于今北京市东城区夕照寺街26号北京市东城区板厂小学，是一座汉传佛教寺院，现已无存。

## 简介
拈花寺起初叫万柳堂，是清朝冯溥的私人别墅。北京历史上曾经有三个万柳堂，分别位于右安门外、阜成门外、广渠门内迤南。此处的万柳堂即位于广渠门内迤南，建于清朝康熙年间。清朝戴璐《藤阴杂记》记载：“国初，益都相国冯文毅仿廉孟子万柳堂遗制，既建育婴堂于夕照寺旁，买隙地种柳万株，亦名万柳堂。”冯文毅即冯溥，清朝顺治年间进士，官至文华殿大学士，兼吏部尚书。廉孟子即廉希宪，元朝官员，曾在今北京草桥（今300路内环公共汽车总站附近）兴建了一处私人别墅“万柳堂”，这就是右安门外的万柳堂。冯溥效仿廉希宪，在夕照寺附近的空地上也兴建了一座私人别墅“万柳堂”，占地一顷多，周围筑矮墙。万柳堂的园林内有土山、水榭亭台、鱼池湖泊，园中没有杂树，全种柳树，故得名万柳堂。冯溥的万柳堂内建有五座御书楼，楼内悬挂康熙帝御题“简廉堂”匾额，堂前殿柱有副对联：“隔岸数间斗室，临河一叶扁舟。”《宸垣识略》记载，万柳堂“为本朝大学士冯溥别业，后归仓场侍郎石文桂。康熙四十一年石氏建大悲阁大殿、弥勒殿，舍僧住持”。也就是说，仓场侍郎石文桂在买下万柳堂之后，康熙四十一年（1702年）雇人兴建了大悲阁、大殿、关帝殿、弥勒殿，从而建起了一座佛寺，康熙帝御题“拈花禅寺”匾额。自此，万柳堂变成了拈花寺，首任住持是释德元。当时，寓居北京的文人常在这里聚会，喝酒品茶，谈论诗文。康熙帝题写的“拈花禅寺”匾额悬挂在大悲阁上。该寺在中华民国时期已残破，房屋被改为粉坊、造纸作坊。中华人民共和国初期，万柳堂的水榭亭台已全部无存，但仍存拈花寺的大悲阁及康熙帝题写的“拈花禅寺”匾额。1970年代，该寺被全部拆除，原址改成拈花寺小学的教学用房，拈花寺小学后更名为板厂小学。